# Jörgen Augustsson
Jörgen Augustsson, född 28 oktober 1952 och uppvuxen i Mala, är en före detta svensk landslagsman i fotboll. 
Augustsson spelade för Åtvidabergs FF 1972-1975, Landskrona BoIS 1976-1980 och Åtvidabergs FF igen 1981-1982. Han medverkade 18 gånger i Sveriges herrlandslag i fotboll och var med i Världsmästerskapet i fotboll 1974. Augustsson spelade vanligtvis som ytterback. Han var svensk mästare 1972 och 1973.
Han tränade IFK Norrköping 1990 , Fyllingen Fotball 1991, Jönköpings Södra IF 1996 och Åtvidabergs FF 2000.
Hans bror Bo Augustsson var också allsvensk fotbollsspelare.  